# Agostino Rocca
Agostino Rocca (Milano, 25 maggio 1895 – Buenos Aires, 17 febbraio 1978) è stato un ingegnere, dirigente d'azienda e imprenditore italiano della siderurgia.

## Biografia
Trasferitosi in giovane età a Roma, intraprese gli studi militari, spostandosi nel 1913 a Torino per frequentarvi l'Accademia militare. Nei primi anni Venti aderì al fascismo e, nello stesso periodo, rientrò a Milano per laurearsi in Ingegneria al Politecnico. Nel 1921 sposa Maria Queirazza, figlia di un alto dirigente della Banca Commerciale Italiana. Il 1º febbraio 1922 diventa padre di due gemelli: Anna Maria e Roberto. Dopo diverse esperienze manageriali in alcune delle maggiori aziende italiane, nel 1933 entrò a far parte del direttivo della neonata IRI. Con la qualifica di ispettore per lo sviluppo siderurgico, Rocca razionalizzerà le produzioni dell'Ansaldo e della SIAC.
Sempre nel 1933 assunse la carica di amministratore delegato alla Dalmine, azienda in cui era entrato a far parte fin dal 1923 in qualità di tirocinante. Nel 1943 non aderì alla Repubblica di Salò, venendo di conseguenza arrestato nel 1944 e perdendo ogni carica amministrativa. Nel dopoguerra Rocca lasciò l'Italia alla volta dell'Argentina. Durante il primo anno di permanenza nel paese latinoamericano pose le basi delle prime attività di Techint, l'impresa che aveva fondato a Milano nel dicembre dell'anno precedente.
La società – che nel 1947 assume il nome di Techint – si propone di sviluppare attività commerciali, prima, e industriali, poi, fondate sia sull'esportazione di prodotti, installazioni e macchinari italiani, sia sullo studio, la progettazione, la costruzione e la gestione di impianti industriali nei settori più vari. Rocca individua nell'Argentina il mercato più promettente e decide di stabilirsi a Buenos Aires, dove ben presto gli incoraggianti contatti d'affari stabiliti con imprenditori locali, in particolare con la folta comunità di origine italiana, si convertono in redditizie attività di intermediazione commerciale. La Techint si inserisce così con relativa facilità in un mercato fino a quel momento dominato da investitori americani, inglesi, tedeschi e francesi. La prima commessa importante è la costruzione per lo Stato argentino del gasdotto per il trasporto del gas naturale dai deserti della Patagonia alle regioni industrializzate che circondano Buenos Aires. Sono necessarie 80 000 tonnellate di tubi di acciaio per un percorso di 2 000 chilometri. Grazie alla fitta rete di contatti con Stati Uniti e Italia – in particolare con la “sua” Dalmine – Rocca riesce non solo ad assicurarsi la vendita dei tubi, ma anche il loro montaggio. In condizioni ambientali, finanziarie e politiche difficilissime, il gasdotto, iniziato nel 1947, è inaugurato il 23 dicembre 1949.
Tra il 1946 e il 1947 coordina il progetto di installazione a Veracruz, in Messico, di una fabbrica di tubi per l'industria petrolifera nazionale e nel 1952 costituisce la Tamsa (S. A. Tubos de acero de México) di cui Techint è azionista e assume la gestione tecnica. In un breve arco di anni la Techint di Rocca, da semplice associazione di ingegneri, si trasforma in un'impresa in grado di operare in due continenti. Gli uffici milanesi diventano la centrale tecnica, progettuale e operativa di un'organizzazione che ha in Buenos Aires il suo quartier generale, e che si caratterizza sempre più a livello internazionale come una società di promozione, finanziamento, progettazione e realizzazione di grandi impianti industriali, con particolare rilievo nel settore siderurgico. 
Negli anni Cinquanta e nei primi anni Sessanta vengono realizzati i laminatoi della Dalmine-Safta e l'acciaieria della Siderca vicino a Buenos Aires; sempre in Argentina, Rocca avvia la costituzione di altre iniziative industriali, con impianti per la produzione di carpenteria metallica, strutture per l'elettrificazione, materiali da costruzione, e un impianto per la produzione di materie plastiche in Brasile. 
Dopo la costituzione della Techint argentina nel 1947, erano nate le affiliate in vari Paesi dell'America Latina, del Nord e del Centro America. Per favorire l'ulteriore espansione multinazionale dell'impresa, Rocca sceglie di adottare un disegno organizzativo di gruppo: nel 1952 viene così costituita una holding, la Techint engineering company (Tenco), per coordinare una ventina di società localizzate in America Latina, Europa e Stati Uniti. L'espansione internazionale prosegue con investimenti crescenti e nel 1970 il numero dei dipendenti arriva a toccare le 19 000 unità. Sempre nel 1970 insieme al segretario DC e al comune di Loano pone le basi per il primo asilo pubblico della cittadina rivierasca. Nel 1975 Rocca si dimette dal Consiglio di amministrazione della società e dalla carica di presidente onorario. Muore a Buenos Aires 17 febbraio 1978, all'età di 83 anni. Il suo impero sarà poi gestito dal figlio Roberto (1922-2003) che nel 7 febbraio 1945 aveva sposato Andreina Bassetti, figlia di Giannino Bassetti. Roberto farà crescere ulteriormente l'eredità paterna lasciandola a sua volta ai suoi tre figli: Agostino, Gianfelice e Paolo.

## Archivio
La documentazione prodotta da Agostino Rocca nel corso della propria attività come amministratore delegato della Dalmine è conservata a Bergamo presso l'Archivio storico della Fondazione Dalmine, nel fondo Dalmine S.p.A.